# Клетино (Івановська область)
Клетино (рос. Клетино) — присілок в Палехському районі Івановської області Російської Федерації.
Населення становить 111 осіб. Входить до складу муніципального утворення Раменське сільське поселення.

## Історія
Від 2005 року входить до складу муніципального утворення Раменське сільське поселення.

## Населення
| 1859 | 1905 | 2002 | 2010 |
| ---- | ---- | ---- | ---- |
| 173  | ↗215 | ↘144 | ↘111 |